# Acueducto de Querétaro
El acueducto de Querétaro es una monumental edificación actualmente de 74 arcos, que alcanzan una altura promedio de 28.5 m, y una longitud de 1,280 m. Este acueducto, construido durante el reinado de Felipe V de España, es símbolo de la ciudad de Querétaro y uno de los más grandes de México. 

## Historia

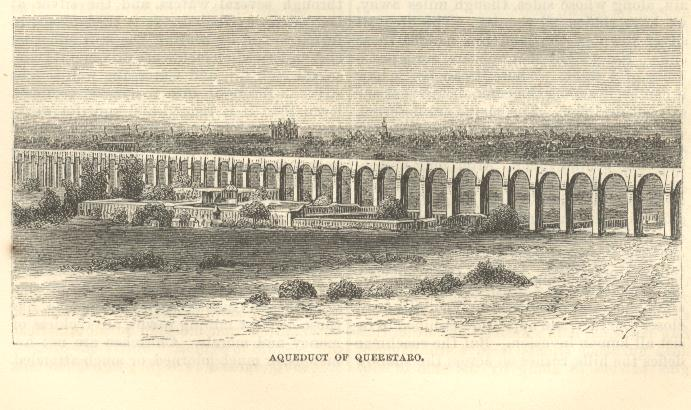
Acueducto de Querétaro, México, dibujo publicado en 1874.

El acueducto a finales del.

### Origen
Desde la segunda mitad del siglo XVII, cuando fue nombrada Tercera Ciudad, la ciudad de Querétaro se había convertido en una de las poblaciones más productivas de la Nueva España, alcanzando en el siglo XVIII su mayor prosperidad y desarrollo urbano. Sin embargo, la ciudad carecía de un eficaz y saludable servicio de agua potable, pues los viejos canales y cañerías que surtían a la ciudad conducían aguas sucias y malsanas, contaminadas por los obrajes en la traza virreinal. La historia del Acueducto es en realidad la historia del Río Querétaro, la contaminación y de la fragmentación artificial de sus aguas. El agua hacía falta a la ciudad no porque no hubiese, sino porque se encontraban considerablemente contaminadas para su uso potable.

### Contaminación
El impacto ambiental de los residuos que obrajes, tenerías y trapiches, además de otras actividades productivas, vertían en el Río Blanco (hoy Río Querétaro), tales como grasa natural, manteca de cerdo, alcalinos, alcaparrosa y mordientes, detonó a principios del siglo XVIII una problemática de contaminación y epidemias. Es así como los obrajeros, que también eran parte del cabildo, decidieron seguir ensuciando las aguas. 
Ante la inviabilidad de agua potable la población se vio en la necesidad de buscar alternativas para el abastecimiento. La preocupación social obligó al Ayuntamiento a buscar posibles soluciones. Una de ellas remover las fuentes de contaminación y otra separar las aguas “sucias” de las “limpias” a través de un acueducto. Es decir, se buscaba traer agua de río arriba, donde las aguas aún no estaban contaminadas, hacia río abajo, donde los obrajes las habían convertido en insalubres. 

### Proceso de construcción
A partir de 1718 el Ayuntamiento de Querétaro optó por la construcción de una obra destinada a transportar aguas de la parte alta del río hacia la traza urbana. Por acuerdo de la Real Audiencia en 1721 y mandamiento del Virrey en 1722, fueron comisionados Nicolás Díaz Rangel y Miguel José Díaz para elaborar el proyecto de conducción, el abogado fiscal José Sáenz de Escobar para emitir comentarios técnicos y Diego de Andizábal y Zárate para la supervisión de los trabajos (este último, enfermedad y presupuestales). A través de una inspección ocular se eligieron aproximadamente 5 surcos del llamado Ojo de Agua del Capulín, en el poblado de La Cañada, cantidad equivalente más o menos a treinta litros por segundo.
El Regidor José Fernández Fontecha, sugirió la designación de un nuevo comisionado ante la enfermedad en que cayó el primer comisionado y dificultades financieras para la ejecución del proyecto. En 1723, por mandamiento del virrey don Baltazar de Zúñiga, se comisionó Juan Antonio de Urrutia y Arana, Pérez de Ironiza y Echávarri, Guerrero y Dávila para que ejecutara las obras. 
Un detenido estudio del terreno, realizado por el ingeniero Miguel Mendoza, hizo ver a Don Juan Antonio, que brotaban en aquel punto no menos de dieciocho veneros, entre grandes y pequeños, por lo que el marqués decidió construir una gran alberca o poza para captar en ella el agua que en conjunto producían, y de allí conducirla por canal hasta Querétaro. Esta, de forma muy irregular y, según don Heraclio Cabrera, “carente por completo de belleza arquitectónica”, a pesar de que el marqués adornó su frente principal con una estatua de San Antonio, dentro de un nicho, hoy inexistente. En el lado opuesto, se estableció la toma de agua. Una vez terminada la alberca, se construyó una barda alrededor de ella de bastante altura para protegerla y la llave de su última puerta de ingreso se entregó a uno de los regidores.
Del punto de la toma, arranca el canal de cal y canto, de dos leguas de extensión y, como dice el padre Francisco Antonio Navarrete, en su Relación Peregrina: “unas veces camina por un lado, otras por el otro lado del camino, unas veces por lo empinado de las cuestas, otras por lo profundo de las quebradas; unas veces dejándose ver sobre los arcos, para pasar lo profundo de los barrancos; otras escondiéndose totalmente a la vista; unas veces corriendo de norte a sur, otras de oriente a poniente…” hasta llegar a donde empieza el acueducto propiamente dicho, que domina la ciudad, puesto que salva la extensa hondonada entre la loma occidental de La Cañada y la del convento de La Cruz. Fue precisamente para este convento que se hizo la arquería, para que el agua pudiera llegar por gravedad.
El 22 de octubre de 1735, llegó por fin el agua a caja de agua en la plazuela de La Cruz, de donde habría de distribuirse, tres años más tarde, a las fuentes públicas por diferentes rumbos de la ciudad. Esta caja es el fin y remate del acueducto, consiste en una plataforma que sirve de base a una pila, adosada a un muro de piedra de color rojizo sobre la que resalta la figura de un león de piedra de cuyas fauces brotaba el chorro que la abastecía. En la parte superior, el escudo real y coronaba la composición una imagen de Nuestra Señora del Pilar.
Se dio por terminada la obra el 17 de octubre de 1738. Dado el rediseño del Marqués para conducir de forma elevada el agua a La Cruz, se elevaron los costos de ejecución de 25,000 a 112,000 pesos, de los cuales asumió costear los excedentes.  En total, aportó alrededor de $88 000. El presupuesto original se prorrateó entre los vecinos, las comunidades religiosas y los obrajeros. Se previó que estos últimos fueran los que contribuyesen más por ser los causantes principales de la contaminación. 
Para celebrar la finalización de la construcción del acueducto, se cantó una misa de gracias el 29 de octubre de 1738. Hubo además festejos que duraron no menos de quince días: desfile de carros alegóricos, comedias en el coliseo, paseo de indios, loas, bailes de la maroma, peleas de gallos, cohetes y fuegos artificiales y corridas de toros.

## Datos técnicos

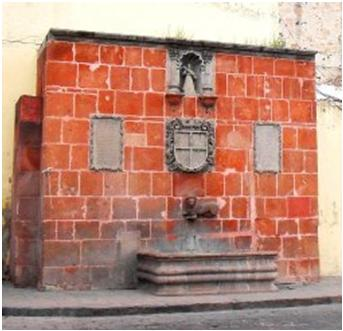
Imagen de la Fuente o Caja de Agua de la "Virgen del Pilar"

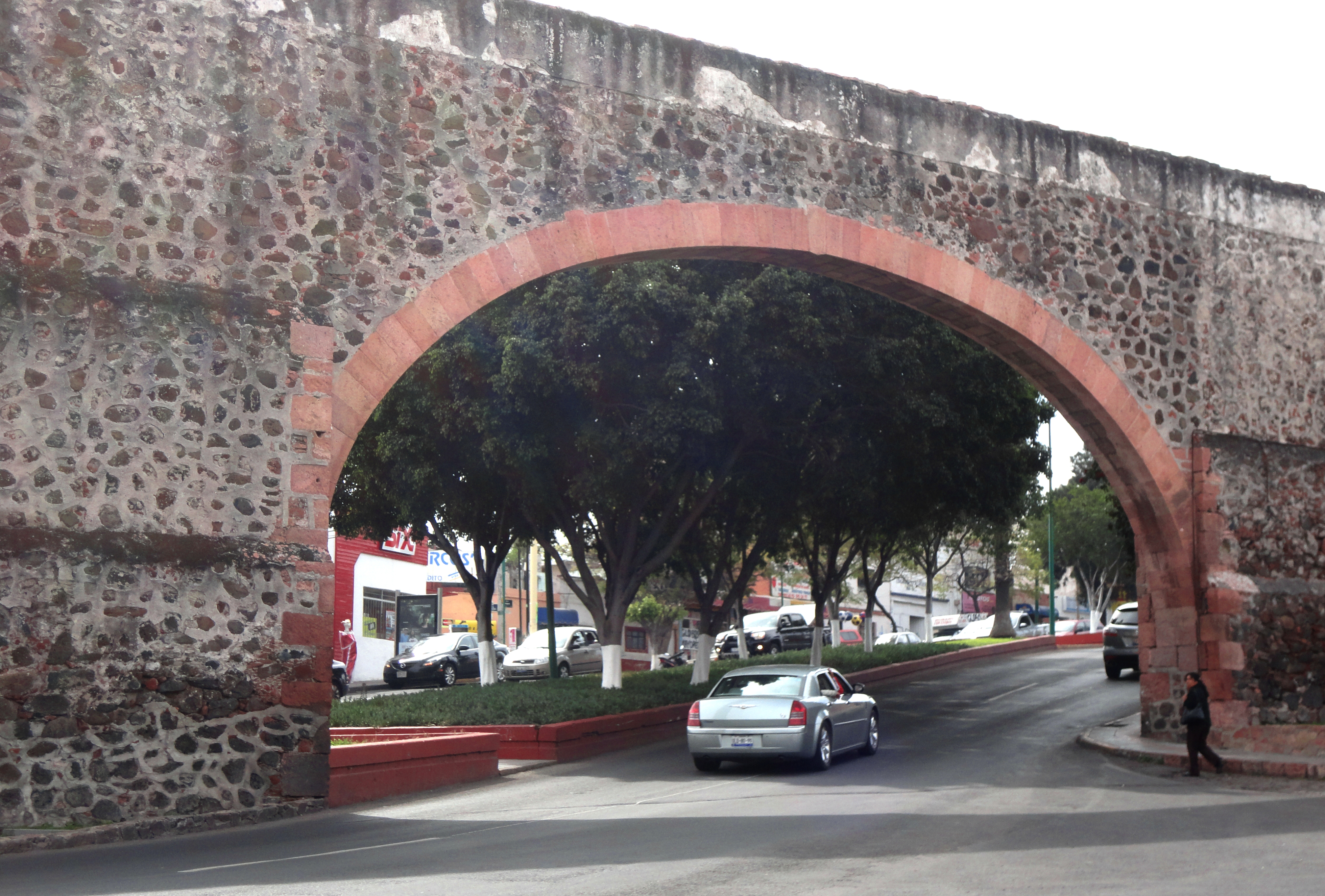
Tráfico vehicular debajo los arcos.

El acueducto está dividido en tres partes: canal inicial, arquería y canal final:
El canal inicial, va del llamado actualmente el Socavón, en el manantial de La Cañada hasta los arcos. Este tramo corre en dirección oriente a poniente, y pasa por todas las casas del lado sur de Hércules y está actualmente oculto en parte, bajo la carretera de Querétaro a Tequisquiapan Mide unos 5 km.
La arquería del acueducto, los arcos, la parte más famosa y conocida, mide 1300 m de longitud: 74 arcos corren de noreste a suroeste por 1259 metros y 1 arco más, el último, tuerce al oeste-noroeste por otros 41 metros, mismo que fue construido tiempo después por el Ingeniero Salvador Álvarez, dueño de la famosa fábrica de mosaicos de Querétaro. Corre el caño de 1.10 m de ancho promedio sobre los 75 arcos de cantería, cuya altura máxima es de 28.42 metros (sobre el nivel del terreno), sostenidos por pilastras de cantera rosa y mampostería, de base en cuadro, con más de 3 metros y medio por lado. Los pilares del acueducto, en el arranque de sus arcos, se escalan en ambos frentes, parecen enormes contrafuertes de la arquería, ya que esta es más angosta que los macizos que la sostienen, lo que le confiere al acueducto un aspecto de ligereza.
El canal final, desde la arquería continúa sobre un muro por unos 430 metros más hasta el convento de La Cruz. Es de mampostería y está oculto entre las bardas de las casa aledañas. Ya dentro del convento existe otro pequeño arco antes de los aljibes de almacenamiento. La fuente o pila del león, está otros 170 metros más adelante y es el punto final.
Para la mampostería, se usaron rocas volcánicas sin desbastar y en las aristas de las pilastras y arcos se montaron piezas de cantera rosa labrada que adornan la arquería; la cal provenía de caleras lejanas y las arenas son de origen volcánico, lo que explica la excelente condición que guarda hasta la fecha la mampostería del Acueducto. Para conformar los arcos, se sabe que recurrieron a cimbras de madera, y las cimbras se descansaron en la superficie del terreno. 
Para formar los arcos de piedra y sillería, fue preciso transportar planchas, maderas y vigas al valle para formar las cimbras necesarias para la fabricación de tan pesada y elevada máquina; así como el uso de tornos para subir los materiales, garruchas, maromas, lazos, reatas, lías de cuero, cubos, cajones y demás instrumentos.

## Otros acueductos en Querétaro

### Acueducto II
En 2010 se inició la construcción del Acueducto II, proyectado como una obra hidráulica para mitigar la sobreexplotación del Acuífero del Valle de Querétaro. Esta obra consiste de una línea de conducción de 123 kilómetros que transporta el agua de los manantiales del río Moctezuma, a cuatro kilómetros por debajo del Cañón del Infiernillo, en los límites entre Cadereyta, Querétaro y Zimapán, Hidalgo, de acuerdo a la Comisión Estatal de Aguas (CEA).  Dicho megaproyecto ya había sido anunciado en 2000 y 2006 como medida para evitar la sobreexplotación del acuífero del Valle de Querétaro y dotar de agua potable a las zonas sin servicio. La obra comenzó a operar en 2011 y tuvo un costo de 2 mil 860 millones de pesos mexicanos, sumando uno costo operativo anual de 380 millones de pesos mexicanos. En ese periodo se proyectó que la vida útil de la obra sería de 30 años, sin embargo, en 2017, la CEA ha declarado que debido a la falta de mantenimiento, la vida útil se ha reducido. A diferencia del Acueducto del siglo XVIII que traía agua dentro de la misma cuenca del Río Querétaro; el agua del Acueducto II corresponde a la Cuenca del Río Moctezuma que termina desembocando en el Río Pánuco y llega al Golfo de México, lo cual implica un traspaso entre los límites y flujos naturales del agua.
Desde su construcción y posterior a que entrara en funcionamiento recibió cuestionamientos, principalmente por las afectaciones a comunidades aledañas a la zona Maconí de Cadereyta de Montes, y parte del municipio de San Joaquín, situación que al año 2021 se mantiene vigente, ya que miembros del movimiento antorchista en Querétaro, bloqueara el acceso a los trabajadores del acueducto, demandando la negociación del abasto de agua para 243 familias de las 26 comunidades que rodean la obra. Sumado a lo anterior, este proyecto ha conllevado afectaciones ambientales, tales como la pérdida de la cubierta vegetal a raíz de las detonaciones para la excavaciones del túnel de trasvase, principalmente en la zona de El Doctor, afectando además, poco más de 295 hectáreas en la comunidad de Piñones, de un bosque de pino-encino dentro de la comunidad agraria de Maconí. Así mismo, desaparecieron 5 manantiales en la zona comunal de Piñones, lo cual afectó el acceso al agua de los pobladores y su organización social comunitaria.
Todo lo anterior pone en discusión la eficiencia del Acueducto II. Los compromisos asumidos por el Gobierno en turno con las comunidades afectadas por la construcción del Acueducto II no han sido resueltos, ejemplo de esto es la irregularidad en la dotación de agua en comunidades del municipio de Cadereyta. Tampoco se ha cumplido el objetivo inicial de permitir la recuperación del Acuífero del Valle de Querétaro. Así mismo, se cuestiona la eficiencia de esta obra hidráulica en la distribución del agua en la ciudad donde se ha reportado una pérdida por fugas entre 30% y 40%.

### Acueducto III
En los gobiernos de los gobernadores de Querétaro Francisco Domínguez y Mauricio Kuri se planteó la posibilidad de la creación de un nuevo sistema de abastecimiento de agua, denominado Acueducto III, generándose varios proyectos. El proyecto presentado en noviembre de 2021 buscaría traer el agua de la presa de Tzibanzá que representa la entrada al río Moctezuma y traer viabilidad del agua para la zona metropolitana de Querétaro por los próximos 50 años. De acuerdo con el gobernador del Estado de Querétaro, Mauricio Kuri (2021 - 2027) este proyecto iniciaría en el año 2022 con un presupuesto de entre 6 mil a 100 mil millones de pesos.

## Actualidad

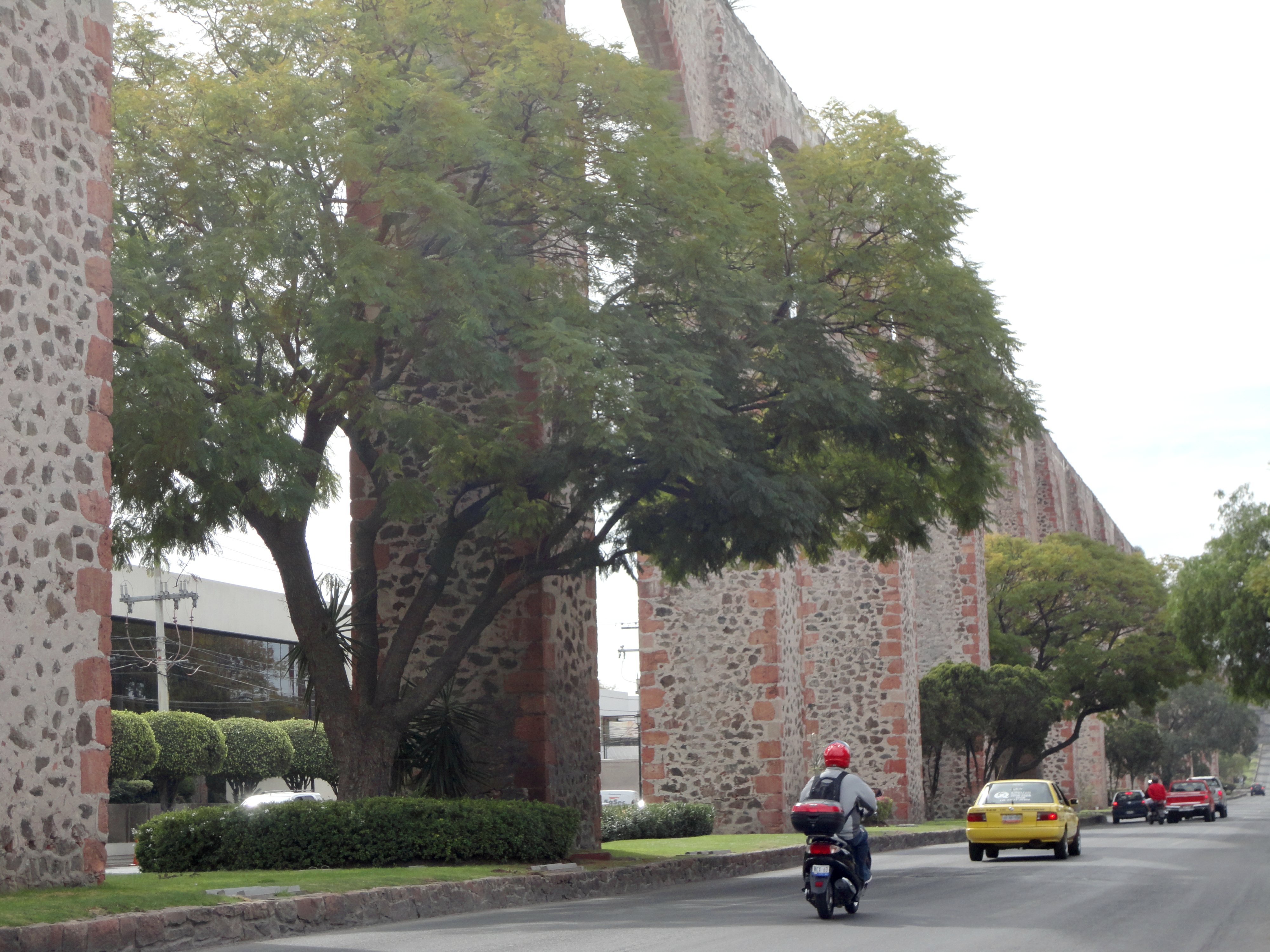
Vialidades junto al acueducto.

A fines del siglo XIX, la llegada del ferrocarril a Querétaro, trazó sus vías por debajo de uno de sus últimos arcos. Pocos años después, se decidió cambiar el curso del tren y quitar las vías bajo el acueducto para evitar su deterioro por la vibración. En 1919, la muralla que conduce la acequia terminando la arquería hasta la fuente en el convento de la Cruz, fue perforada añadiendo el 75° arco para prolongar la Avenida de los Arcos.
En el siglo XX, el crecimiento de la ciudad envolvió al acueducto y en su eje, corre hoy la Calzada de los Arcos. La Avenida Bernardo Quintana, cruza debajo de los arcos 25, 26, 28 y 29; la excavación del paso vehicular subterráneo de los arcos 26 y 28 fue en la década de 1970. La Avenida 20 de Noviembre la cruza en los arcos 67 y 68. Hay retornos en los arcos 7, 44 y 54. El último arco, el que se desvía, cruza sobre la misma Calzada de los Arcos, la cual continúa y cambia de nombre a Zaragoza.
En febrero de 2015, se presenta el libro “Rescate Urbano y Patrimonial del Acueducto de Querétaro” donde se plasman las memorias y procesos históricos y contemporáneos que se han realizado para el desarrollo de la ciudad y sus vialidades, y a su vez preservar la integridad del Acueducto. 
El acueducto se ha convertido en gran atractivo turístico y diariamente cientos de personas lo visitan y pueden fotografiar.